# Mittelbronn
 Mittelbronn  es una comuna  y población de Francia, en la región de Lorena, departamento de Mosela, en el distrito de Sarrebourg y cantón de Phalsbourg. Su población en el censo de 1999 era de 639 habitantes. Está integrada en la Communauté de communes du Pays de Phalsbourg .

## Demografía
| 513 | 552 | 641 | 614 | 556 | 639 |
| Para los censos de 1962 a 1999 la población legal corresponde a la población sin duplicidades (Fuente: INSEE [Consultar]) |     |     |     |     |     |